# Дюшекеев, Дастан Станбекович
Дастан Станбекович Дюшекеев (кирг. Дастан Станбекович Дюшекеев; род. 12 декабря 1987, Фрунзе, Киргизская ССР) — киргизский государственный и политический деятель, дипломат. Посол Кыргызстана в Казахстане с 9 августа 2021 года.

## Биография
Родился 12 декабря 1987 года в городе Фрунзе.
В 2010 окончил Кыргызский национальный университет имени Жусупа Баласагына по специальности «востоковедение и международные отношения». Также в 2015 году стал выпускником Дипломатической академии МИД РФ.
В 2008—2011 году — работал в ЗАО «Альфа Телеком».
В 2015—2016 году — специалист в Республиканском фонде охраны природы и развития лесной отрасли.
В 2016—2017 году — учитель истории в общеобразовательном учреждении им. А. П. Чехова. 
В 2017—2018 году — помощник депутата Жогорку Кенеша.
С 14 октября 2020 года по 1 декабря 2020 года — пресс-секретарь Премьер-министра Кыргызской Республики.
С 1 декабря 2020 года по 9 августа 2021 года — заведующий отделом внешней политики Аппарата президента Кыргызской Республики.
С 9 августа 2021 года — посол Кыргызстана в Казахстан.